# مات تشايلدرز
مات تشايلدرز (بالإنجليزية: Matt Childers)‏ هو لاعب كرة قاعدة أمريكي، ولد في 3 ديسمبر 1978 في دوغلاس في الولايات المتحدة.

## وصلات خارجية
- مات تشايلدرز على موقع دوري كرة القاعدة الرئيسي (الإنجليزية)
- مات تشايلدرز على موقع الدوري الياباني لكرة القاعدة (الإنجليزية)
- مات تشايلدرز على موقعبيزبول رفرنس.كوم (الدوري الرئيسي) (الإنجليزية)
- مات تشايلدرز على موقعبيزبول رفرنس.كوم (الدوري الثانوي) (الإنجليزية)
- مات تشايلدرز على موقع إي إس بي إن.كوم (أم.أل.بي) (الإنجليزية)
- مات تشايلدرز على موقع مشجعي الرسوم البيانية (الإنجليزية)